# Campo magnético estelar

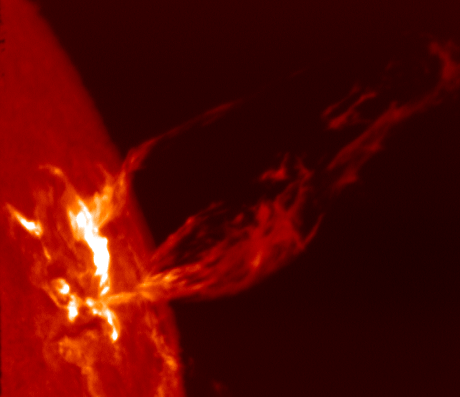
El campo magnético del Sol produce esta eyección masiva de plasma. Imagen del NOAA..

Un campo magnético estelar es un campo magnético generado por el movimiento del plasma conductivo dentro de una estrella en la secuencia principal. Este movimiento se crea por convección, que es una forma de transporte de energía que involucra al movimiento físico de material. El campo magnético ejerce una fuerza sobre el plasma, aumentando efectivamente la presión sin una ganancia comparable en la densidad. Como resultado, la región magnetizada se eleva relativamente con respecto al resto del plasma, hasta que alcanza la fotosfera de la estrella. Esto crea las manchas solares y los bucles en la corona solar.

## Mediciones

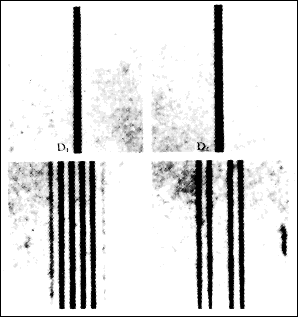
El espectro más bajo demuestra el efecto Zeeman después de aplicar un campo magnético a la fuente superior.

El campo magnético de una estrella puede ser medido por medio del efecto Zeeman. Normalmente los átomos en las atmósfera de una estrella absorben ciertas frecuencias o longitudes de onda en el espectro electromagnético, produciendo líneas oscuras de absorción dentro del espectro de la estrella. Cuando los átomos se encuentran dentro de un campo magnético, estas líneas de absorción se separan en múltiples líneas separadas por un pequeño espacio. Adicionalmente la energía se polariza con una orientación que depende de la orientación del campo magnético. Por lo tanto, la fuerza y la dirección del campo magnético de las estrellas pueden determinarse examinando las líneas del efecto Zeeman.
Para medir el campo magnético de una estrella se usa un espectropolarímetro estelar. Este instrumento consiste en un espectrógrafo combinado con un polarímetro. El primer instrumento dedicado al estudio de campos magnéticos estelares fue el NARVAL, que fue montado en el telescopio Bernard Lyot del Pic du Midi de Bigorre, en los Pirineos franceses.
Varias mediciones -incluidas las de magnetómetro en los últimos 150 años; 14C en anillos de árboles; y 10Be en núcleos de hielos—han establecido una variabilidad magnética sustancial del Sol en escalas temporales decenales, centenales y milenarias.

## Generación del campo
Se cree que los campos magnéticos estelares se forman dentro de la zona convectiva de la estrella. La circulación convectiva del plasma conductor funciona como una dinamo. Esta actividad destruye el campo magnético primordial de la estrella, y entonces genera un campo magnético bipolar. Como la estrella experimenta una rotación diferencial —rotando a diferentes velocidades en varias latitudes—el magnetismo se enrolla en un campo toroidal de cuerdas de flujo que queda envuelto alrededor de la estrella. Los campos pueden llegar a ser altamente concentrados, produciendo actividad cuando emergen a la superficie.
El campo magnético de un cuerpo giratorio de gas o líquido conductor desarrolla corrientes eléctricas autoamplificadoras y, por tanto, un campo magnético autogenerado, debido a una combinación de rotación diferencial (diferente velocidad angular de las distintas partes del cuerpo), fuerza de Coriolis e inducción. La distribución de las corrientes puede ser bastante complicada, con numerosos bucles abiertos y cerrados, por lo que el campo magnético de estas corrientes en sus inmediaciones también es bastante retorcido. A grandes distancias, sin embargo, los campos magnéticos de las corrientes que fluyen en direcciones opuestas se anulan y sólo sobrevive un campo dipolar neto, que disminuye lentamente con la distancia. Dado que las corrientes principales fluyen en la dirección del movimiento de la masa conductora (corrientes ecuatoriales), el componente principal del campo magnético generado es el campo dipolar del bucle de corriente ecuatorial, produciendo así polos magnéticos cerca de los polos geográficos de un cuerpo en rotación.
Los campos magnéticos de todos los cuerpos celestes suelen estar alineados con la dirección de rotación, con notables excepciones como ciertos púlsares.

### Inversión periódica del campo
Otra característica de este  modelo de dinamo es que las corrientes son de corriente alterna en lugar de corriente continua. Su dirección, y por tanto la dirección del campo magnético que generan, se alterna más o menos periódicamente, cambiando de amplitud e invirtiendo su dirección, aunque sigue más o menos alineada con el eje de rotación.
El componente principal del campo magnético del Sol invierte su dirección cada 11 años (por lo que el periodo es de unos 22 años), lo que provoca una disminución de la magnitud del campo magnético cerca del momento de la inversión. Durante esta inactividad, la actividad de las manchas solares es máxima (debido a la falta de frenado magnético en el plasma) y, como resultado, se produce una eyección masiva de plasma de alta energía hacia la corona solar y el espacio interplanetario. Las colisiones de manchas solares vecinas con campos magnéticos de dirección opuesta dan lugar a la generación de fuertes campos eléctricos cerca de las regiones de campo magnético que desaparecen rápidamente. Este campo eléctrico acelera electrones y protones a altas energías (kiloelectronvoltios, KeV) lo que da lugar a chorros de plasma extremadamente caliente que salen de la superficie del Sol y calientan el plasma coronal a altas temperaturas (millones de kelvin).
Si el gas o líquido es muy viscoso (dando lugar a un movimiento diferencial  turbulento), la inversión del campo magnético puede no ser muy periódica. Éste es el caso del campo magnético de la Tierra, generado por corrientes turbulentas en un núcleo externo viscoso.

## Actividad superficial
Las manchas solares son regiones de intensa actividad magnética en la superficie de la estrella. (En el Sol hay manchas solares periódicas.). Forman un componente visible de los tubos de flujo que se forman dentro de la zona de convección de la estrella. Debido a la rotación diferencial de la estrella, los tubos se extienden y se curvan, inhibiendo la convección y produciendo zonas de temperatura inferior a la normal. A menudo se forman anillos coronales por encima de las manchas solares, provenientes de líneas de campo magnético que se han extendido dentro de la corona solar. Esto, a su vez, sirve para calentar la corona hasta temperaturas por encima del millón de kelvins.
Los campos magnéticos ligados a las manchas solares y anillos coronales están asociados a erupciones solares y a la eyección de masa coronal. El plasma es calentado a decenas de millones de Kelvin, y las partículas se aceleran escapando de la superficie de la estrella a velocidades extremas.
La actividad superficial parece estar relacionada con la edad y la rotación de las estrellas de la secuencia principal. Las estrellas jóvenes con un índice de rotación elevado muestran una fuerte actividad. En contraste, las estrellas de mediana edad como el Sol con índices de rotación más lentos muestran niveles más bajos de actividad, que además varía en ciclos. Algunas estrellas viejas no muestran prácticamente actividad, lo que podría significar que han entrado en una calma comparable al mínimo de Maunder del Sol. Las medidas en la variación de la actividad estelar pueden ser útiles para determinar los índices de rotación diferencial de una estrella.

## Magnetosfera

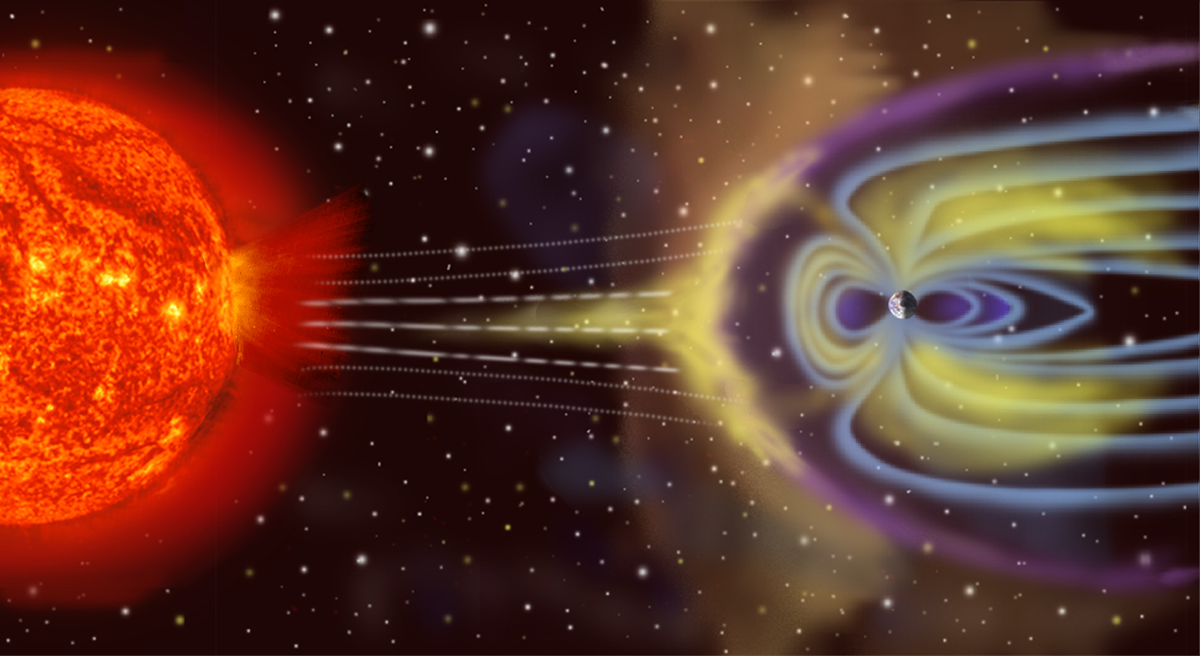
Representación artística de la magnetosfera de la Tierra.

Una estrella con un campo magnético generará una magnetosfera que se extiende hacia el espacio circundante. Las líneas de este campo se originan en un polo magnético de la estrella y terminan en el otro polo, formando un bucle cerrado. La magnetosfera contiene partículas cargadas atrapadas por el viento estelar, que se desplazan a lo largo de estas líneas de campo. Cuando la estrella gira, la magnetosfera gira con ella, arrastrando las partículas cargadas.
A medida que las estrellas emiten materia con un viento estelar desde la fotosfera, la magnetosfera crea un par de torsión sobre la materia expulsada. Esto provoca una transferencia de momento angular de la estrella al espacio circundante, causando una ralentización de la rotación estelar. Las estrellas que rotan rápidamente tienen una mayor pérdida de masa, lo que provoca una pérdida de momento más rápida. A medida que la velocidad de rotación disminuye, también lo hace la desaceleración angular. De este modo, una estrella se acercará gradualmente al estado de rotación cero, pero nunca lo alcanzará del todo.

## Estrellas magnéticas

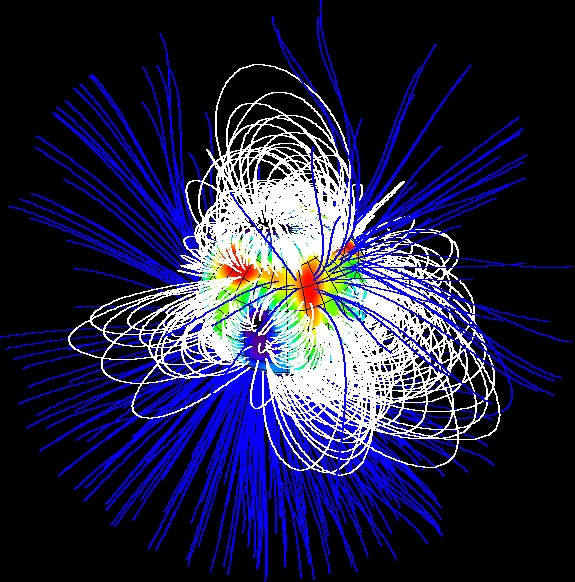
Campo magnético superficial de SU Aur (una estrella joven de tipo T Tauri).

Una estrella T Tauri es un tipo de estrella pre-secuencia principal que se está calentando a través de la contracción gravitatoria y que todavía no ha empezado a quemar hidrógeno en su núcleo. Son estrellas variables que son magnéticamente activas. Se cree que el campo magnético de estas estrellas interactúa con su potente viento estelar, transfiriendo momento angular al disco protoplanetario que lo rodea. Esto permite a la estrella frenar su índice de rotación mientras colapsa.
Las pequeñas estrellas de clase M (con 0.1–0.6 masas solares) que muestran una variabilidad rápida e irregular se conocen como estrellas fulgurantes. Se piensa que estas fluctuaciones están causadas por erupciones, aunque la actividad es mucho más fuerte en relación con el tamaño de la estrella. Las erupciones en esta clase de estrellas pueden extenderse hasta el 20% de la circunferencia, e irradiar la mayor parte de su energía en el espectro azul y ultravioleta.
Las nebulosas planetarias se forman cuando una estrella gigante roja eyecta su cobertura exterior, formando una capa de gas en expansión. No obstante, todavía no está claro por qué estas capas no son siempre simétricamente esféricas. El 80% de las nebulosas planetarias no tienen forma esférica, tienen formas bipolares o elípticas. Una hipótesis para la formación de formas no esféricas es el efecto del campo magnético de la estrella. En vez de expandirse uniformemente en todas direcciones, el plasma eyectado tiende a salir por los polos magnéticos. Las observaciones de las estrellas centrales de al menos cuatro nebulosas planetarias han confirmado que poseen potentes campos magnéticos.
Después de que algunas estrellas masivas hayan cesado su fusión termonuclear, una porción de su masa se colapsa en un cuerpo compacto de neutrones llamado estrella de neutrones. Estos cuerpos retienen una parte significativa del campo magnético de la estrella original, pero el colapso de tamaño causa el reforzamiento de este campo. La rotación rápida de estas estrellas de neutrones colapsadas dará como resultado un púlsar, que emite una estrecha banda de energía que puede apuntar hacia el observador periódicamente.
Una forma extrema de una estrella de neutrones magnetizada es un magnetar, que se forman como resultado del colapso de un núcleo de supernova. La existencia de estas estrellas fue confirmada en 1998 con los medición de la estrella SGR 1806-20. El campo magnético de esta estrella ha incrementado la temperatura superficial hasta los 18 millones de K y libera enormes cantidades de energía en forma de explosión de rayos gamma.

## Polémica interacción estrella-planeta
En 2008, un equipo de astrónomos describió por primera vez cómo cuando el exoplaneta que orbita HD 189733 A alcanza un determinado lugar en su órbita, provoca un aumento de llamaradas estelares.  En 2010, otro equipo descubrió que cada vez que observaban el exoplaneta en una determinada posición de su órbita, también detectaban  llamaradas de rayos X. Investigaciones teóricas realizadas desde el año 2000 sugirieron que un exoplaneta muy cercano a la estrella que orbita puede provocar un aumento de las llamaradas debido a la interacción de sus campos magnéticos, o a causa de fuerzas de marea. En 2019, los astrónomos combinaron datos del Observatorio de Arecibo, MOST y el Telescopio Fotoeléctrico Automatizado, además de observaciones históricas de la estrella en longitudes de onda de radio, ópticas, ultravioletas y de rayos X para examinar estas afirmaciones. Su análisis reveló que las afirmaciones anteriores eran exageradas y que la estrella anfitriona no mostraba muchas de las características espectrales y de brillo asociadas a las llamaradas estelares y a las regiones activas solares, incluidas las manchas solares. También descubrieron que las afirmaciones no resistían el análisis estadístico, dado que muchas llamaradas estelares se ven independientemente de la posición del exoplaneta, lo que desacreditaba las afirmaciones anteriores.  Los campos magnéticos de la estrella anfitriona y del exoplaneta no interactúan, y ya no se cree que este sistema tenga una "interacción estrella-planeta".